# ファイナルファンタジータクティクスアドバンス
『ファイナルファンタジータクティクスアドバンス』（FINAL FANTASY TACTICS ADVANCE、略称: FFTA、FFT-A）は、2003年2月14日に株式会社スクウェア（現スクウェア・エニックス）より発売されたゲームボーイアドバンス用ゲームソフト。ジャンルはシミュレーションRPG。一般的な略称は「FFTA（エフエフティーエー）」。

## 概要
ゲームボーイアドバンスで『タクティクスオウガ外伝』を制作したノウハウを持つ元クエストのメンバーが中心となって開発した。
なお、ゲームボーイアドバンスでは『ファイナルファンタジー アドバンス』などのように「アドバンス」の名称のついた移植作品群が発売されているが、本作はこれらとは異なりPS版『ファイナルファンタジータクティクス（以下、FFT）』の移植ではなく、そのゲームシステムなどを踏襲してGBAで新たに作られたタイトルである。本作『FFTA』の舞台はイヴァリースであり、『FFT』や『ファイナルファンタジーXII』との関連性も高いが、直接的に時間軸が繋がっているのかは不明である。
日本国内での発売の約半年後に発売された国外版では、若干の追加要素、およびゲームバランスの調整が見られる。一例としては一部ロウの削除および緩和、アビリティの変更、そして国内版では仲間にならないストーリーキャラクター（リッツ、シャアラなど）を仲間にできるイベントの追加などである。
なお、本作の発売から1か月半後の2003年4月1日にはスクウェアがエニックスと合併してスクウェア・エニックスとなったため、本作がスクウェア最後の携帯ゲーム機専用ゲームソフトである。

### 商品展開
2003年2月14日、ソフト『FFTA』とオリジナルカラーのGBASP、オリジナルグッズなどがセットになった特別パック「パールホワイト・エディション」（PEARL WHITE EDITION）がソフトと同日発売。
また、スクウェアと明響社、エンターブレインの合同企画で誕生した限定版『デラックスパック』（Deluxe Pack）も発売、こちらはソフト『FFTA』とオリジナルグッズがセットになっている。

## ゲームシステム
基本的には『FFT』と同じく、3次元空間のグリッド上でキャラクターを操作して戦闘する。クランから6人までキャラクターを選択し自チームとする。敵も同様に6体までのチームとして出現する。ターン制ではあるが、キャラクターを動かす順番はアクティブタイムバトルのように固有の素早さによって決められる。
戦闘では「ロウ」（law）により一部の行動が制限される。ロウで制限された行動を行ってしまうとジャッジによりペナルティ(バトル終了後に罰金の支払いなど)を受ける。行動制限のレベルによりイエローカードないしはレッドカードを出され、イエローカードは2枚、レッドカードは1枚で戦闘から強制的に退場となる。退場したキャラクターは「プリズン」に送られ、一定の条件により保釈されるまでは戦闘に参加できない。一部のボスキャラクターなどはロウに違反してもプリズンに送られない。主人公（マーシュ）がプリズンに送られるとその場でゲームオーバーとなる。
「ヤクト」（『FFXII』とは定義が異なる）における戦闘ではロウやジャッジのシステムは存在しないが、戦闘終了時に戦闘不能(HPが0)のキャラクターがいた場合、そのキャラクターは「死亡」となりゲームから離脱する。主人公が死亡するとゲームオーバーとなる。
ロウが設定された戦闘においては「アンチロウカード」を用いてロウを打ち消したり新たにロウを追加することができる。国外版では「○○愛護」（特定の種族を攻撃できない）といっまロウの削除や、特定の行動を行うとJP（ジャッジポイント）が支給されるという「奨励ロウ」が追加された。

### 育成システム
キャラクターの育成にはFFの他作品にも見られる「ジョブ&アビリティシステム」が採用されている。
この作品ではキャラクターは種族ごとに用意されたジョブに就き、そのジョブが覚えることのできるアビリティを所有している装備品を装備してエンゲージに参加し、アビリティポイントを規定値獲得することでアビリティを習得（例：「白魔法」アビリティの「ケアル」を習得したければ白魔道士にジョブチェンジして「ホワイトスタッフ」を装備、エンゲージに参加することで得られるアビリティポイントを一定ポイント獲得することで習得する）。この繰り返しでキャラクターを育成していく。
初期は一部のジョブにしかなれないが、「○○（ジョブ名）のアクションアビリティを2個習得」といった条件を満たすことで新たなジョブに就くことができる。
アビリティにはアクションアビリティ、リアクションアビリティ、サポートアビリティ、コンボアビリティの4種類があり、1つずつセットすることができる。
アクションアビリティ
戦闘中にコマンドを選択することで発動できるアビリティ。現在ついているジョブのアクションアビリティは自動的にセットされている。白魔道士の「白魔法」、闘士の「闘技」など。
リアクションアビリティ
主に敵ユニットの行動に反応して発動するアビリティ。カウンター、MPすり替えなど。
サポートアビリティ
セットするだけで効力を発揮するアビリティ。二刀流、武器防御力アップなど。
コンボアビリティ
下記の「コンボ」項目に記載。

#### 種族
異世界イヴァリースに住むのは人間だけではなく、他にも違う種族が共存している。それぞれの種族には外見、性質的な特徴がある。
人間族（Human）
平均的な性能を持つ種族で、ヒューマンとも呼ばれる。突出した能力はないものの、なんでもそつなくこなすことができる。
バンガ族（Bangaa）
トカゲのような顔立ちとシッポを持つ、誇り高き種族。気性が荒く好戦的で、強靭な肉体を武器にした肉弾戦が得意。男性しかいない。また、彼らにとって「トカゲ」という言葉は差別用語にあたるらしく、彼らの前でその言葉を使うと問答無用で襲い掛かってくる。
ン・モゥ族（Nu Mou）
長く垂れた耳を持つ種族。争いを嫌う穏やかな性質で、落ち着いた物腰を漂わせる。種族の中で魔法能力に最も長け、自然の力を自在にあやつることができるらしい。気の流れや時間の流れ、時にはモンスターさえも力にできる。
モーグリ族（Moogle）
ふわふわの毛とシッポをもつ、手先が器用な種族。語尾に「クポ」をつけたり、一人称を「モグ」と呼んでいる個体が多い。魔法能力にも長け、主に基本は黒魔法を使用するものが多い。
ヴィエラ族（Viera）
ウサギのような長い耳を持ち、女性しかいない種族。俊敏で集中力に長け、生まれながらにハンターの資質を持っている。精霊と交信することもできるらしく、召喚士になれるのもこの種族だけである。

### コンボ
前作にはなかったアビリティのひとつにこの「コンボアビリティ」が挙げられる。これはコンボアビリティを使用したキャラクターの周辺にいる味方がコンボに参加することで対象に集中攻撃を加え、大ダメージを与えることができるものである。参加する味方が多ければ多いほど、下記の「JP」が多いほどダメージが増加するため「コンボ禁止ロウ」などの存在次第であるが切り札として有効である。
コンボの発動にはアビリティを覚えていることはもちろん、敵ユニットを倒すことで得られる「JP」が1ポイント以上あること（最大10ポイント）、コンボ使用キャラクターの周辺に1人以上の味方がいることが条件になる。各ジョブで一つずつコンボアビリティというアビリティを取得でき（ソルジャーなら戦士コンボ、といった具合）、コンボの際にJPを使用するのは最初にコンボを仕掛けたキャラクターだけである。従って上手く敵を囲むことで連続してコンボを発動させることもできる。
コンボの射程はコンボアビリティによって異なり、射程の長さとコンボの命中率は反比例する。コンボアビリティはミスリル装備で習得することができる。

### クエスト
本作では、便利屋組織の「クラン」として情報屋から「クエスト」を請け負う形でストーリーが進行する。クエストには「メインクエスト」と「サブクエスト」があり、基本的には「メインクエスト」のみをクリアすればストーリーは進行していく。クエストの際には「クエストアイテム」を手に入れることがあり、クエストの遂行に必要がある他、クエスト時に持っていくことでプレイヤー側に有利な効果を及ぼすものもある。

## ストーリー
主人公・マーシュは、両親の離婚と弟の病気の療養のため、母親の故郷の街─St.イヴァリースへ引っ越してきたが、学校でも馴染めないでいた。
学校で雪合戦をした日の放課後、文武両道だが不器用な性格の女の子・リッツと、母親を亡くしたいじめられっ子・ミュートが、マーシュの家にやってきて、古書「グラン・グリモア」を開く。ミュートが持ってきたその本には、不思議な世界の住人に関する記述や絵がたくさん書かれていた。
そしてその日の夜、雪に覆われたイヴァリースの街は、荒涼とした大地に囲まれ、人ならざる世界の住人が闊歩する、まるでゲームの『ファイナルファンタジー』のような世界・イヴァリースへと変貌してしまった。
見知らぬ世界に一人で放り出されたマーシュは、最初に出会ったモーグリ・モンブランたちの協力を得て、元の世界に戻るため様々なクエスト解決に奮闘することとなる。
主人公らキャラクターがそれぞれに抱えるコンプレックスとの対峙がテーマとなっており、世界ではなく個人に焦点の当てられている。

## 登場人物
声はラジオドラマ版のキャスト。

### メインキャラクター
マーシュ・ラディウユ（Marche Radiuju）
声 - 今井由香
本作の主人公。両親が離婚し、その際弟と母親についていく。その後、弟のドネッドの病気の療養のために都会を離れ、母親の故郷であるSt.イヴァリースに引っ越す。少女のような優しい顔つきを持つ。クラスメートのミュートやリッツとは友達だが、仲間と呼べるほどの馴れ合いはできていない。
ミュートの持ってきた本がきっかけで剣と魔法の世界イヴァリースに迷い込むことになり、世界を元に戻そうと冒険することになるが、夢の世界でそれぞれの自由を獲得し充実して生きる友人たちの姿を見て思い悩むことになる。苦難の末に夢の呪縛を解き放つために世界の基盤を壊す決意をするが、その思惑がミュートを含めた王国の目に止まり、指名手配されてしまう。幼いながらも責任感と罪悪感に駆られる悩める。
マーシュとは「浅瀬」の意味。見た目が前作『FFT』の主人公・ラムザに瓜二つである。

モンブラン（Montblanc）
声 - 氷青
マーシュに協力してくれるモーグリ。六人兄弟の長男。器用なモーグリ族の中では少し不器用なほうで、ジョブも黒魔道士である。ちょっとしたきっかけでマーシュを助け、この世界を導くことになる。
立ち上げ間もない小さなクランを主催しており、バンガのモーニ、人間のエメット、ン・モゥのマッケンロー、ヴィエラのカロリーヌが初期メンバーとしてクランに加わっている。彼ら初期メンバーとともに『FFXII』にも登場する。

リッツ・マルール（Ritz Malheur）
声 - かかずゆみ
クラスの優等生だが、白黒はっきりしている性格のため周りからは少し敬遠されがち。生まれつきの真っ白な髪を自身のコンプレックスに思っているため、いつもは髪をピンク色に染めている。男勝りな性格で女の子でありながらエンゲージを楽しんでおり、いつまでも髪の色がピンクのままのイヴァリースに居続けたいと思い、マーシュとは考え方の違いから別行動を取っている。

シャアラ（Shara）
声 - 神田理江
リッツと行動をともにしているヴィエラ。普段は大らかで楽天的だがエンゲージ中は至ってシビアになる。考えるよりも先に行動する性格。リッツとは正反対の性格だが、シャアラが姉御肌であるためかいつのまにか気が合うようになる。オシャレ好きで虫が大の苦手。

ミュート・ランデル（Mewt Randell）
声 - 真田アサミ
クラスのいじめられっ子。母親はすでに亡くなり、父親はろくに仕事もせずに毎日飲んだくれている。母親の形見のクマの人形を肌身離さず持ち歩いている。異世界ではイヴァリースのわがままな王子として周囲や世界を振り回している。自分の思いのままにいる異世界イヴァリースに依存しており、世界を元に戻そうとしているマーシュを敵視し指名手配する。
素行が横暴になる一方で、マーシュに「ちゃんと叱ってあげる」という一つの大きな目標を与えることとなる。

バブズ・スエイン（Babus Swain）
声 - 佐久間紅美
ミュートに仕えるン・モゥ。まだ少年であるが、そこいらの人より実力は上。常にミュートを案じており、命がけで主君を守ろうとする。ミュートがマーシュを邪魔者扱いしているため、ことある毎にマーシュの前に立ちはだかる。ミュートの夢を壊さないことに尽力しているが、本当にそれが正しいことなのか疑問を抱いている。

### サブキャラクター
ノノ（Nono）
声 - 城雅子
六人兄弟の四男でモンブランの弟。兄弟の中ではもっとも器用で、飛空艇工房に丁稚奉公し自分の飛空艇を作ったが、念願の初飛行で当て逃げされてしまう。現在は修理代を稼ぐため飛空艇を使って貿易を始めているらしい。堅実なちゃっかりした性格。

エゼル・バルビエ（Ezel Berbier）
声 - 高木渉
イヴァリースを縛っている「ロウ」の研究を続けていたが、ついにはロウに影響を与える「アンチロウ」を生み出すに至った人物。自身でその秘術を広めて回っているが、その力の強大さゆえにジャッジやならず者たちに追われる身となった。ン・モゥ族には珍しく自信家で金儲けが好きだが、それだけの実力者ではある。通常のアルケミストとは異なる「精錬術」を使用する。

シド・ランデル（Cid Randell）
声 - 加瀬康之
ミュートの父親。妻が亡くなって以来、毎日酒場に入り浸り酔っ払って帰ってくるため、息子には呆れられている。異世界のイヴァリースにおいて法（ロウ）を監視する白銀の騎士「ジャッジ」の頂点に君臨するジャッジマスターであり、女王レメディと王子ミュートに忠実に仕える威厳ある騎士でもある。
クリスタルを破壊するマーシュを逮捕しプリズンで事情聴取していたが、プリズンでマーシュが呼び寄せたひずみに巻き込まれる。そこで元の世界での自分とミュートの姿を見て本来の自分を思い出し、ふがいない自分のせいでミュートを思い詰めさせてしまったことを後悔し、マーシュと和解して彼を釈放。以後ジャッジを宮廷から独立させて中立の立場を貫くようになり、世界を元に戻すためにマーシュに協力するようになる。

ドネッド・ラディウユ（Doned Radiuju）
声 - 石川寛美
マーシュの弟。病気のため車椅子での生活を余儀なくされている。異世界イヴァリースでは自由奔放に歩き回るほど健康になった。それどころか、変貌した剣と魔法の世界ではマーシュを賞金首と呼ぶようになり、無邪気ゆえに酷な発言が目立つようになる。その陰には病気の自分を兄が蔑んでいるという妬み、現実世界での持病はもう治らないという諦め、そして兄と本気のぶつかり合いがしたいという焦燥の想いが秘められている。

レドナ・トェム（Llednar Twem）
声 - 緑川光
レメディ自らが連れてきた出自や経歴などすべてが謎の少年。女王直属特命親衛隊守護騎士の肩書を冠し、ジャッジマスターに変わりミュートの守護騎士となる。冷酷冷淡な性格であるが、獲物に対する執着心は深いクールな激情家。
彼専用のジョブ「ビスクマータ」は“最終局面における切り札”という意味を持ち、その名の通り戦況の流れを覆すほどの圧倒的な実力を持つ。中盤からクライマックスにかけての要となるキャラクター。
その正体は、女王レメディがミュートの激情から作り出した人形。Llednar Twem（レドナ・トェム）を逆に読むとMewt Randell（ミュート・ランデル）となる。女王より「フォーチュン」という守りのロウを与えられており、あらゆる攻撃を無効化する。

女王レメディ（Queen Remedi）
声 - 榊原良子
イヴァリースを支配する女王。亡くなったミュートの母。ジャッジマスターであるシドの妻だが、実質的な権力者は彼女であるという。ミュートの言うことはなんでも聞いてくれるので、ミュートにとっては優しくて美しいお母さん。その力は強大で、ミュートの意思のままに王国を意のままに操っている。
その正体は、ミュートの母の姿を模した「イヴァリースを構成する逃避や願望の意志」そのもの。

リネ（Rine）
イヴァリースの歴史に語り継がれる人間族の英雄・ガオルの相棒だったモーグリナイト。ガオル関連のエピソードを語るに欠かせない存在。あるクエストアイテムを持てばクランへ加入させることができる。

ガオル（Gaoru）
リネの相棒である人間族の英雄。

ドレッドロード（DreadLord）
死神の衣を巡る長編サブクエストのラストボス。グラズムの手によって異国の地より密輸されたヴァンパイアの亜種であり、本作最強のモンスター。「慈悲の主」という名とは裏腹の慈悲の感情を一切持たない怪異。

暗黒騎士グラズム（Darkknight Guramu）
死神の衣を巡る長編サブクエストの中盤ボス。異国の犯罪組織・赤い翼の首領で後述のボルゾイクランを始めとするイヴァリースの犯罪者たちを事実上、支配していたパラディン。バンガ族のルーンナイト（守護騎士）を率い、その身を包み込んでいるローブ･「死神の衣」の力で守られて一切の攻撃を受け付けない。倒すにはイヴァリースの三賢者だけが精製できる「魂の石」が必要不可欠である。
フォルガバード（Forga Birds）
グラズムに従い「魂の石」を生成するのに必要な炎、水、風、地の刻印を守る幹部モンスター4体。
炎のマリリス・サーペント（Marilith Serpent）
水のクラーケン・ボルス（Kraken Bolm）
風のティアマット・ドラゴア（Tiamat Dragoa）
地のリッチ・ザ・デス（Lich The Death）
『ファイナルファンタジー』に登場する四元素を司るモンスター・カオスのオマージュ。
ナーガス三姉妹（The Three Magus Sisters） / マグ&ドグ&ラグ（Mag and Dog and Rag）
赤い翼に所属するラミア系モンスター･ナーガの三姉妹。
『ファイナルファンタジーIV』に登場するメーガス三姉妹のオマージュ。

グツコー（Gutsco）
死神の衣を巡る長編サブクエストの序盤ボス。イヴァリースの街や施設を武力で不法占拠している違法クラン・ボルゾイクランのリーダー。幹部からは「親方」と呼び慕われている。
『ファイナルファンタジーIII』に登場する盗賊グツコーのオマージュ。
レイヴン（Raven）
ボルゾイ幹部の一人で違法クラン・ドレッドレイヴンのリーダー。幹部の一人を倒したマーシュに決闘を申し込むなど、犯罪者に似合わず堂々とした性格のパラディン。
銀髪鬼（SilverhairOgre）
ボルゾイクラン壊滅後に残党をまとめ上げた新リーダーのバンガ族のアークナイト（神殿騎士）。
彼とその従者は『ファイナルファンタジータクティクス』に登場するメスドラーマ・エルムドア侯爵と従者のオマージュ。
セリア&レディ（Seria and Rady）
銀髪鬼に付き従うアサシン。

## 神獣
神獣とは、異世界イヴァリースやクリスタルを守る存在で、召喚獣とはまた別の存在。神獣は各種族を守護する立場でもあり、五体神獣と呼ばれる。神獣とのバトルで勝利するとエンゲージ中にて神獣を召喚できるようになり、召喚した者の種族の守護神にあたる神獣を呼び出せる。なお、本作の神獣はみな『FFXII』の召喚獣として先に開発されたものが流用された形となっている。
暗闇の雲ファムフリート（Famfrit, the Darkening Cloud）
声 - 真殿光昭
「暗闇の雲」という異名をもつ巨大な神獣。ユレー川に入口のある空間の狭間でアクエリアスのクリスタルを守る力の行使者にして守護者。空間の狭間に偶然まぎれこんだマーシュたちを侵入者と見なし、主の命令により排除しようとする。巨大な壷をかかげ、モーグリ族に敵対する者を爆撃する。『ファイナルファンタジーIII』のラストボスも「暗闇の雲」であるが、見た目は全く違うものである。
堕天使アルテマ（Ultema, the High Seraph）
声 - 幸田夏穂
ローダ火山に入口のある空間の狭間にあるヴァルゴのクリスタルの守護神。アルテマ結晶Ultima Crystalが魔法陣のようにクリスタルをとりかこみ守っている。ローダ火山の調査に訪れたマーシュがひずみを発見し、クリスタルのある遺跡を訪れアルテマ結晶を全て破壊したためクリスタルは破壊される。下半身が大砲のようになっており、それによってン・モゥ族に敵対する者を滅ぼす。
憤怒の霊帝アドラメレク（Adrammelech, the Wroth）
声 - 森川智之
バンガ族の守護神。ドラゴンのような姿をしている。ナルガエ洞穴にひずみのある空間の狭間でカプリコーンのクリスタルを守護していた。人魂のようなものを呼び吸収しており、その人魂をナルガエ付近の村民に見られたり、そのうなり声を聞かれたりしたため、村民がクランに調査を依頼。ナルガエ洞窟の調査に訪れたマーシュがひずみを発見し、空間の狭間に現れたので侵入したと見なしエンゲージを挑む。高熱のブレスでバンガ族に敵対するものを滅ぼす。名前の由来はアルテマと同様に『FFT』のボスの名前から。
審判の霊樹エクセデス（Exodus, the Judge-Sal）
リーブラを守るヴィエラ族の守護神。ひずみがなぜかマーシュに呼び出されプリズンに発生し、マーシュ、シド、バブズを空間の狭間に呼び寄せてしまう。クリスタルにばかり魔力が集中していたため神獣としての役割を果たせず、エクセデスの実Exodus Fruitをマーシュにつぶされクリスタルを破壊される。大地の力を借りてヴィエラ族に敵対するものを滅ぼす。名前は『ファイナルファンタジーV』のボス・エクスデスに由来する。
背徳の神帝マティウス（Mateus, the Corrupt）
人間族の守護神。パイシーズのクリスタルを守る。デライラ砂丘にひずみのある空間の狭間にやってきたマーシュに異世界を求める者たちの声を聞かせ精神攻撃で惑わせる。人間族に敵対するものを空間ごと破壊する。名前は他の神獣と同様、『ファイナルファンタジーII』のラストボス・皇帝の小説版での名前に由来する。

## スタッフ
- プロデューサー - 松野泰己
- ディレクター - 村澤祐一
- 音楽 - 崎元仁、大越香里、佐宗綾子
- パブリシティイラスト - 池田奈緒
- アートディレクター - 皆葉英夫
- キャラクターデザイン - 伊藤龍馬
- メインテーマ作曲 - 植松伸夫

## 関連商品

### 音楽
- FINAL FANTASY TACTICS ADVANCE Original Soundtrack
- "White" melodies of FINAL FANTASY TACTICS ADVANCE

## ラジオドラマ
2003年1月より3月まで、TOKYO FM『RADIO MAGAZINE WHAT'S IN?』の番組内で放送していた。この時期のみ番組タイトルを『ファイナルファンタジータクティクスアドバンスpresents RADIO MAGAZINE WHAT'S IN?』としており、スクウェアがスポンサーであった。

## コミカライズ
- 4コママンガ 『Nintendo Kids』連載（わた・るぅー）